# Ньютон, Альфред
Альфред Ньютон (англ. Alfred Newton, 1829—1907) — британский зоолог и орнитолог.

## Биография
Альфред Ньютон родился 11 июня 1829 года в городе Женеве. Учился в колледже Кембриджского университета, где в 1853 году получил степень бакалавра, а затем и магистра. В 1854 году он предпринял по поручению колледжа несколько поездок во многие регионы земли, такие как Лапландия, Исландия, Шпицберген, Карибские острова и Северная Америка. В 1866 году он стал первым профессором зоологии и сравнительной анатомии в Кембридже.
В 1858 году А. Ньютон стал к соучредителем Британского союза орнитологов. Он написал много книг, включая «Zoology of Ancient Europe» (1862), «Ootheca Wolleyana» (начата в 1864 году), «Zoology» (1872) и «A Dictionary of Birds» (в 1893—1896). Также он написал много статей для научных обществ и был издателем журнала «Ибис» (в 1865—1870), «Zoological Record» (1870—1872) и «Yarrell’s British Birds» (1871—1882).
Ньютон занимался некоторое время изучением вымерших видов птиц с Маскаренских островов, которых ему присылал его брат сэр Эдвард Ньютон. Среди них додо и родригесский дронт (Pezophaps solitaria). В 1872 году он был первым, кто описал родригесского ожерелового попугая (Psittacula exsul), вымершего около 1875 года.
Альфред Ньютон умер 7 июня 1907 года в Кембридже и был погребён на кладбище Huntingdon Road cemetery.

## Почести
В 1870 году Ньютон был избран действительным членом Королевского общества, которое отметило его в 1900 году за его выдающийся вклад в орнитологию и зоогеографию Королевской медалью. В том же самом году он получил медаль Лондонского Линнеевского общества.